# George Henry Dern
George Henry Dern (Contea di Dodge, 8 settembre 1872 – Washington, 27 agosto 1936) è stato un politico statunitense.

## Biografia
Fu il cinquantaduesimo segretario alla Guerra degli Stati Uniti,  sotto il presidente degli Stati Uniti d'America Franklin D. Roosevelt (32º presidente).
Nato nella Contea di Dodge, i suoi genitori furono John Dern e Elizabeth. Nel 1899 sposò Charlotte "Lottie" Brown, la coppia ebbe 7 figli. Il matrimonio durò sino alla morte di George (1936) mentre la moglie morì il 5 settembre 1952, il corpo venne seppellito al Mt. Olivet Cemetery, Salt Lake City, stato dell'Utah.